# لیوپولد چهارم، دوک آنهالت
لیوپولد چهارم، دوک آنهالت (انگلیسی: Leopold IV, Duke of Anhalt؛ ۱ اکتبر ۱۷۹۴ – ۲۲ مهٔ ۱۸۷۱) یک شاهزادهٔ آلمانی بود.
از سال ۱۸۱۷ تا ۱۸۵۳، او رهبر دوک‌نشین آنهالت-دسائو بود و از ۱۸۴۷ تا ۱۸۵۳ رهبری دوک‌نشین آنهالت-کوتن را هم بر عهده داشت. از ۱۸۵۳ تا ۱۸۶۳ رهبر دوک‌نشین مشترک آنهالت-دسائو-کوتن شد و از ۱۸۶۳ تبدیل به نخستین رهبر دوک‌نشین آنهالت شد.